# Astyochia illineata
Astyochia illineata är en fjärilsart som beskrevs av W. Warren 1897. Astyochia illineata ingår i släktet Astyochia och familjen mätare. Inga underarter finns listade i Catalogue of Life.